# Recoletos
Recoletos és un dels 6 barris del Districte de Salamanca, a Madrid. En els seus límits s'hi troben edificis de gran rellevància com la Biblioteca Nacional, el Museu Arqueològic Nacional d'Espanya o l'Església de San Manuel Bueno Mártir. També és una important zona comercial d'articles de luxe, concretament al carrer de Serrano.

## Límits
El barri de Recoletos es troba limitat pel carrer Don Ramón de la Cruz al nord, Príncipe de Vergara i Menéndez Pelayo a l'est, Passeig de la Castellana i Passeig de Recoletos a l'oest i el carrer Alcalá al sud. Limita a l'oest amb els barris de Justicia (Centro) i Almagro (Chamberí), al sud amb el barri de Jerónimos (Retiro); al nord amb el barri de la Castellana i a l'est amb el de Goya, ambdós al Districte de Salamanca.

## Transports
| Línies            | Estació             |
| ----------------- | ------------------- |
| Línia 4           | Serrano             |
| Línia 4           | Velázquez           |
| Línia 2           | Retiro              |
| Línia 2 · Línia 9 | Príncipe de Vergara |